# Villossanges
Villossanges, officiellement orthographiée Villosanges jusqu'en février 2020, est une commune française, située dans le département du Puy-de-Dôme en région Auvergne-Rhône-Alpes.

## Géographie

### Communes limitrophes
|                                   | Charensat    |          |
| Montel-de-Gelat                   | Villossanges | Miremont |
| Condat-en-Combraille - Tralaigues | Landogne     |          |

### Climat
Pour des articles plus généraux, voir Climat d'Auvergne-Rhône-Alpes et Climat du Puy-de-Dôme.
En 2010, le climat de la commune est de type climat des marges montargnardes, selon une étude du Centre national de la recherche scientifique s'appuyant sur une série de données couvrant la période 1971-2000. En 2020, Météo-France publie une typologie des climats de la France métropolitaine dans laquelle la commune est exposée à un climat de montagne ou de marges de montagne et est dans la région climatique  Ouest et nord-ouest du Massif Central, caractérisée par une pluviométrie annuelle de 900 à 1 500 mm, maximale en automne et en hiver. 
Pour la période 1971-2000, la température annuelle moyenne est de 9,4 °C, avec une amplitude thermique annuelle de 15,2 °C. Le cumul annuel moyen de précipitations est de 939 mm, avec 11,7 jours de précipitations en janvier et 8,2 jours en juillet. Pour la période 1991-2020, la température moyenne annuelle observée sur la station météorologique de Météo-France la plus proche, « Auzances_sapc », sur la commune d'Auzances à 17 km à vol d'oiseau, est de 10,6 °C et le cumul annuel moyen de précipitations est de 898,1 mm,. Pour l'avenir, les paramètres climatiques de la commune estimés pour 2050 selon différents scénarios d'émission de gaz à effet de serre sont consultables sur un site dédié publié par Météo-France en novembre 2022.

## Urbanisme

### Typologie
Au 1er janvier 2024, Villossanges est catégorisée commune rurale à habitat très dispersé, selon la nouvelle grille communale de densité à sept niveaux définie par l'Insee en 2022.
Elle est située hors unité urbaine et hors attraction des villes,.

### Occupation des sols

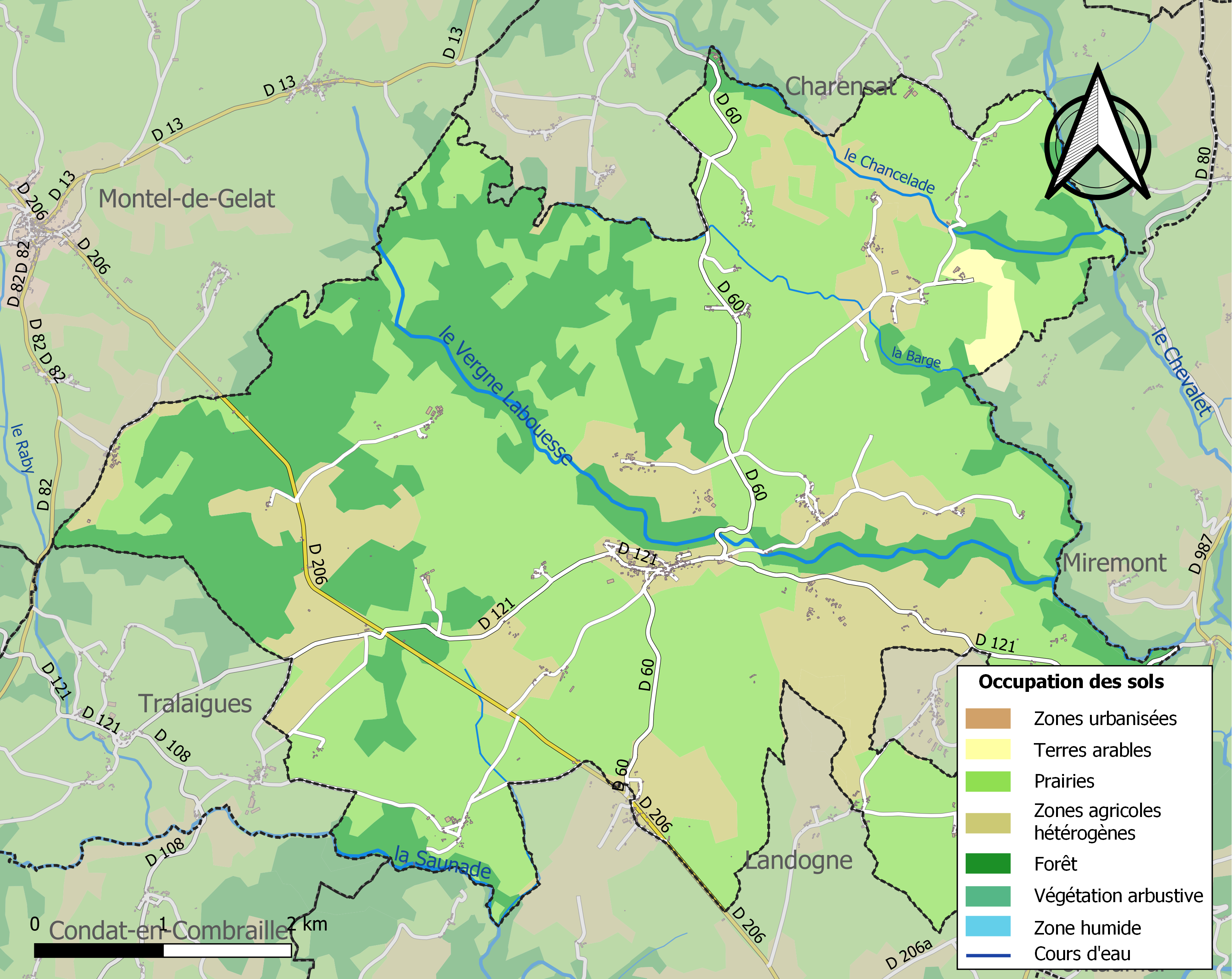
Carte des infrastructures et de l'occupation des sols de la commune en 2018 (CLC).

L'occupation des sols de la commune, telle qu'elle ressort de la base de données européenne d’occupation biophysique des sols Corine Land Cover (CLC), est marquée par l'importance des territoires agricoles (74 % en 2018), une proportion sensiblement équivalente à celle de 1990 (74,2 %). La répartition détaillée en 2018 est la suivante : prairies (54,8 %), forêts (26 %), zones agricoles hétérogènes (18,4 %), terres arables (0,8 %).
L'IGN met par ailleurs à disposition un outil en ligne permettant de comparer l’évolution dans le temps de l’occupation des sols de la commune (ou de territoires à des échelles différentes). Plusieurs époques sont accessibles sous forme de cartes ou photos aériennes : la carte de Cassini (XVIIIe siècle), la carte d'état-major (1820-1866) et la période actuelle (1950 à aujourd'hui).

## Toponymie
Au terme d'une procédure de renommage de deux ans, par un décret du 26 février 2020, la commune de Villosanges change de nom officiellement et devient Villossanges. Les panneaux de signalisation et le site de la municipalité avaient toujours utilisé cette dernière orthographe, mais les instances officielles de l'administration française utilisaient depuis la fin des années 1950 la forme erronée Villosanges, probablement du fait d'une faute de frappe jamais corrigée.

## Histoire
La verrerie royale du Bois de Roches implantée à l'ouest du village de Villossanges (au lieu-dit actuellement la Verrerie) fut créée par Augustin Dauphin de Leyval, inspecteur général des maréchaussées d'Auvergne, baron de Montel-de-Gelat, et fonctionna de fin 1777 à 1789, produisant des bouteilles exportées dans toute l'Auvergne, le Limousin et par-là vers le Bordelais. Elle s'arrêta par défaut de salins et à la suite de la dégradation des chemins rendant impossible le transport de sa production. Une poterie lui était annexée, en particulier pour la fabrication des pots utilisés pour fondre les matériaux servant à la fusion du verre.

## Politique et administration

### Découpage territorial
La commune de Villossanges est membre de la communauté de communes Chavanon Combrailles et Volcans, un établissement public de coopération intercommunale (EPCI) à fiscalité propre créé le 1er janvier 2017 dont le siège est à Pontaumur. Ce dernier est par ailleurs membre d'autres groupements intercommunaux. Jusqu'en 2016, elle faisait partie de la communauté de communes de Haute Combraille.
Sur le plan administratif, elle est rattachée à l'arrondissement de Riom, à la circonscription administrative de l'État du Puy-de-Dôme et à la région Auvergne-Rhône-Alpes. Avant mars 2015, elle faisait partie du canton de Pontaumur.
Sur le plan électoral, elle dépend du canton de Saint-Ours pour l'élection des conseillers départementaux, depuis le redécoupage cantonal de 2014 entré en vigueur en 2015, et de la deuxième circonscription du Puy-de-Dôme pour les élections législatives, depuis le dernier découpage électoral de 2010 (sixième circonscription avant 2010).

### Élections municipales et communautaires

#### Élections de 2020
Le conseil municipal de Villossanges, commune de moins de 1 000 habitants, est élu au scrutin majoritaire plurinominal à deux tours avec candidatures isolées ou groupées et possibilité de panachage. Compte tenu de la population communale, le nombre de sièges à pourvoir lors des élections municipales de 2020 est de 11. La totalité des candidats en lice est élue dès le premier tour, le 15 mars 2020, avec un taux de participation de 70,76 %.

#### Chronologie des maires
| Période                                  | Période                        | Identité                | Étiquette     | Qualité                                  |
| ---------------------------------------- | ------------------------------ | ----------------------- | ------------- | ---------------------------------------- |
| Les données manquantes sont à compléter. |                                |                         |               |                                          |
| 1952                                     | mars 1965                      | Jean Redon              | SE            |                                          |
| mars 1965                                | mars 1971                      | Jean-Baptiste Bacconnet | SE            |                                          |
| mars 1971                                | 1981                           | Clément Redon           | SE            |                                          |
| 1981                                     | 2006                           | Maurice Battut          | PS            | Conseiller général[précision nécessaire] |
| 2006                                     | mars 2013                      | Marie-France Caputi     | Apparenté PCF |                                          |
| mars 2013                                | En cours (au 4 septembre 2021) | Jean-Luc Le Chapelain,  | SE            | Retraité                                 |

## Population et société

### Démographie
L'évolution du nombre d'habitants est connue à travers les recensements de la population effectués dans la commune depuis 1793. Pour les communes de moins de 10 000 habitants, une enquête de recensement portant sur toute la population est réalisée tous les cinq ans, les populations de référence des années intermédiaires étant quant à elles estimées par interpolation ou extrapolation. Pour la commune, le premier recensement exhaustif entrant dans le cadre du nouveau dispositif a été réalisé en 2008.

En 2022, la commune comptait 365 habitants, en évolution de +9,28 % par rapport à 2016 (Puy-de-Dôme : +2,1 %, France hors Mayotte : +2,11 %).
| 1793  | 1800 | 1806  | 1821  | 1831  | 1836  | 1841  | 1846  | 1851  |
| ----- | ---- | ----- | ----- | ----- | ----- | ----- | ----- | ----- |
| 1 097 | 832  | 1 071 | 1 171 | 1 158 | 1 202 | 1 208 | 1 267 | 1 268 |

| 1856  | 1861  | 1866  | 1872  | 1876  | 1881 | 1886 | 1891 | 1896 |
| ----- | ----- | ----- | ----- | ----- | ---- | ---- | ---- | ---- |
| 1 168 | 1 122 | 1 119 | 1 092 | 1 059 | 989  | 986  | 940  | 901  |

| 1901 | 1906 | 1911 | 1921 | 1926 | 1931 | 1936 | 1946 | 1954 |
| ---- | ---- | ---- | ---- | ---- | ---- | ---- | ---- | ---- |
| 876  | 851  | 841  | 760  | 750  | 727  | 694  | 577  | 577  |

| 1962 | 1968 | 1975 | 1982 | 1990 | 1999 | 2006 | 2008 | 2013 |
| ---- | ---- | ---- | ---- | ---- | ---- | ---- | ---- | ---- |
| 521  | 531  | 493  | 470  | 444  | 397  | 385  | 381  | 325  |

| 2018 | 2022 | - | - | - | - | - | - | - |
| ---- | ---- | - | - | - | - | - | - | - |
| 363  | 365  | - | - | - | - | - | - | - |

## Culture locale et patrimoine

### Lieux et monuments

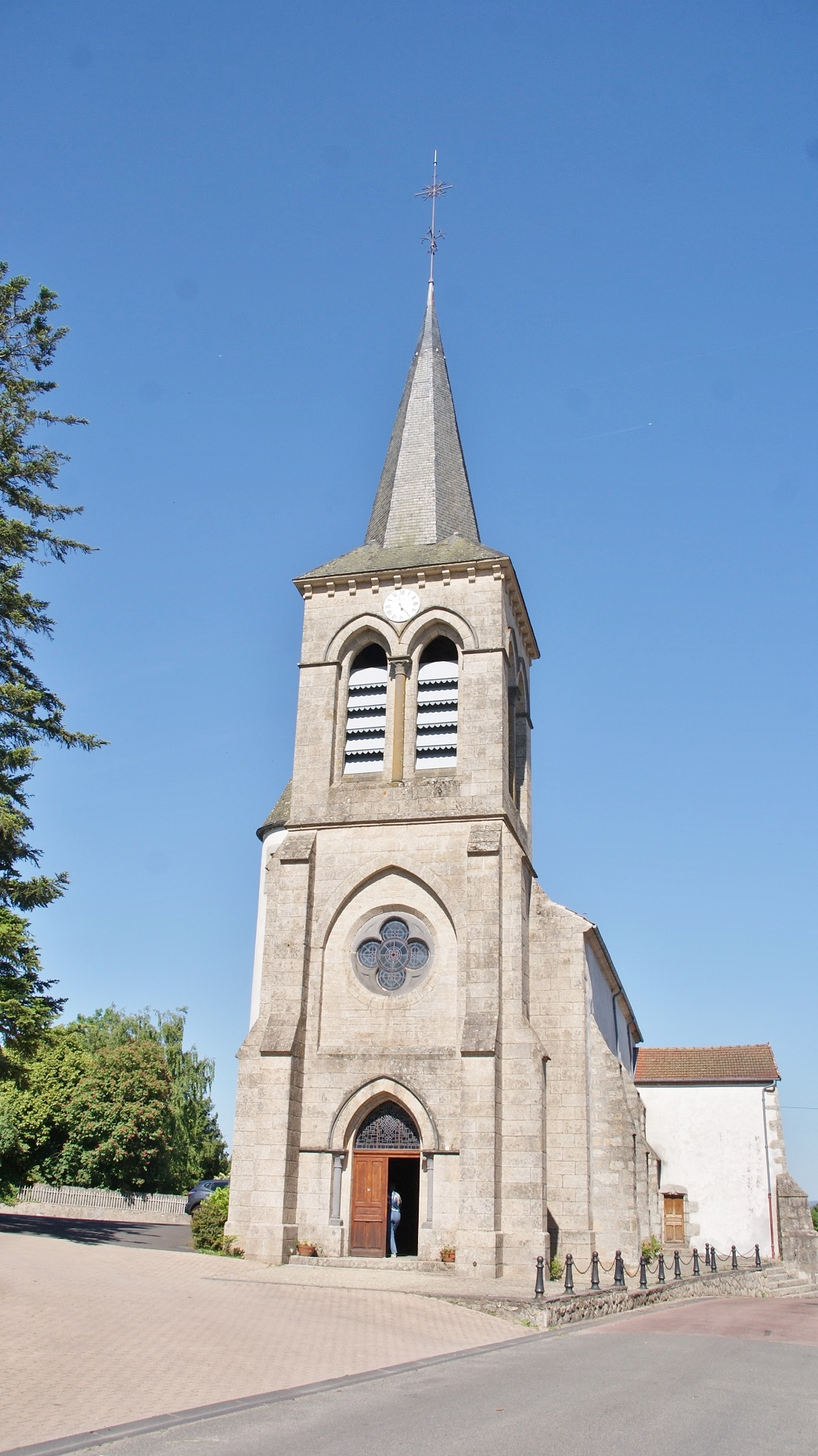
L'église paroissiale de Villossanges.

À Chauvance, hameau de la commune, se trouve une croix en andésite appelée croix de Saint Amable datant du XVe siècle[réf. nécessaire]. Cette croix gothique (une des plus belles d’Auvergne[réf. nécessaire]), classée monument historique, s’élève sur le lieu traditionnel de la naissance de saint Amable, saint patron de la ville de Riom.
Non loin de cette croix se trouve le « rocher de Saint-Amable ». La légende raconte que saint Amable était à Villossanges au moment où la ville de Riom se trouvait menacée de destruction. Il n’aurait qu’un saut de Chauvence jusqu’à Riom pour sauver la ville, et c’est ainsi que se trouve imprimée la marque de son talon dans le rocher[réf. nécessaire].
Enfin, l’église Saint-Pardoux de Villossanges, d’origine romane, se distingue par une porte ancienne, sur le côté. À l'intérieur de l'édifice, on remarquera les chapiteaux à crochets et les masques sculptés situés dans la nef à la retombée des voûtes d'ogives. La chapelle de droite est dédiée à saint Amable. Sainte Anne et saint Pardoux sont les saints patrons de Villossanges lesquels sont représentés dans le chœur.

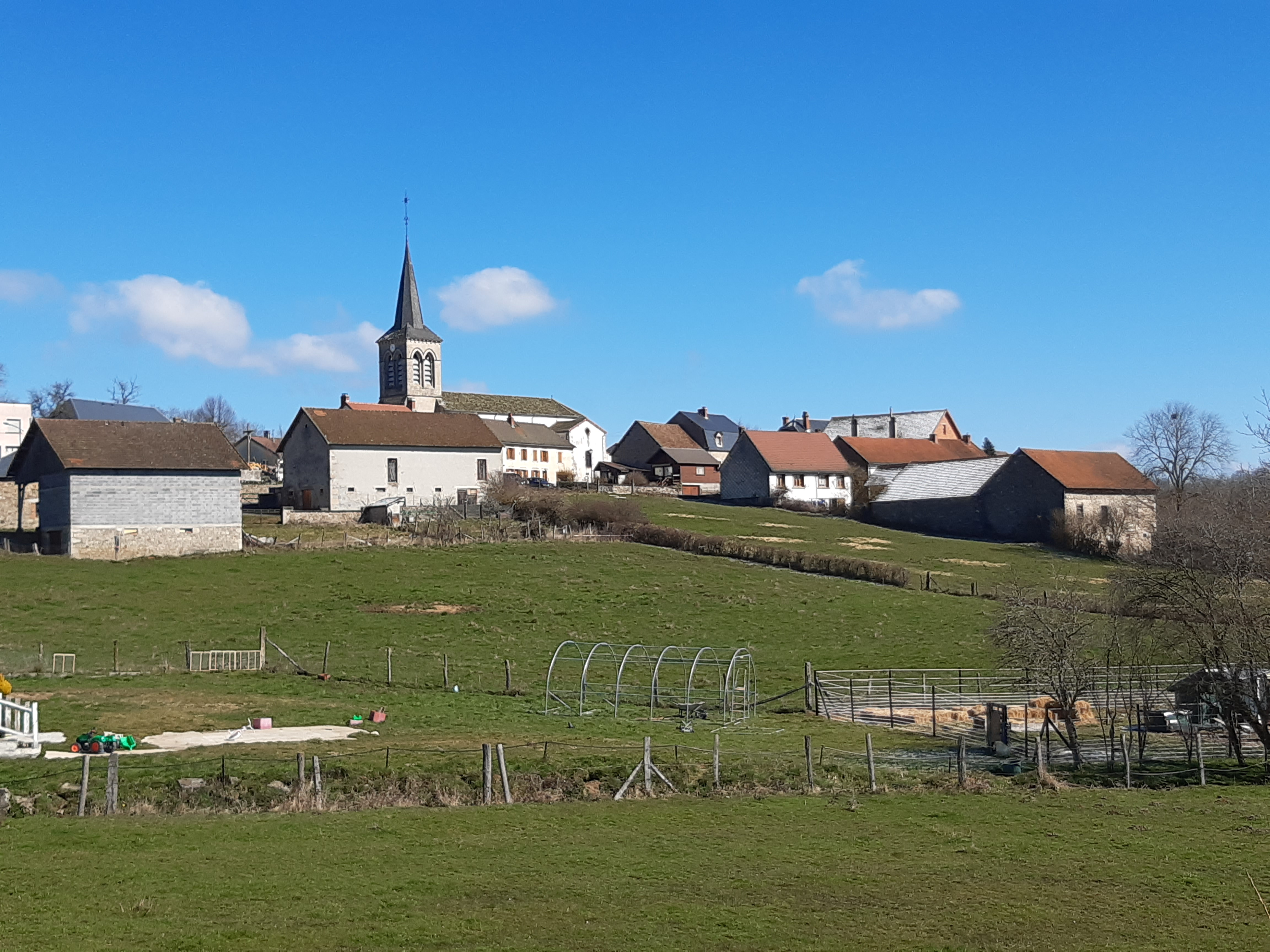
L'église et le bourg.
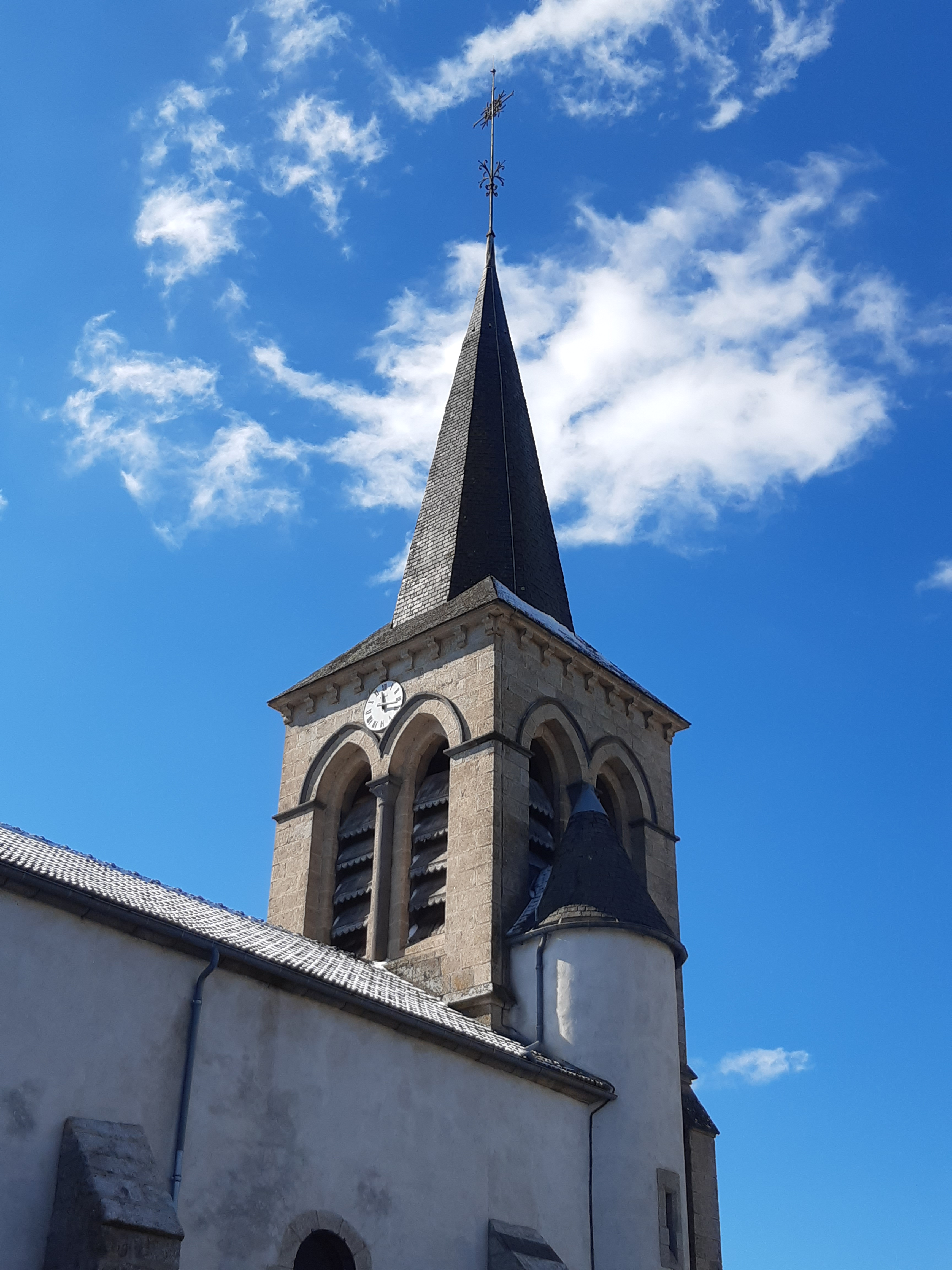
Clocher de l'église Saint-Pardoux.
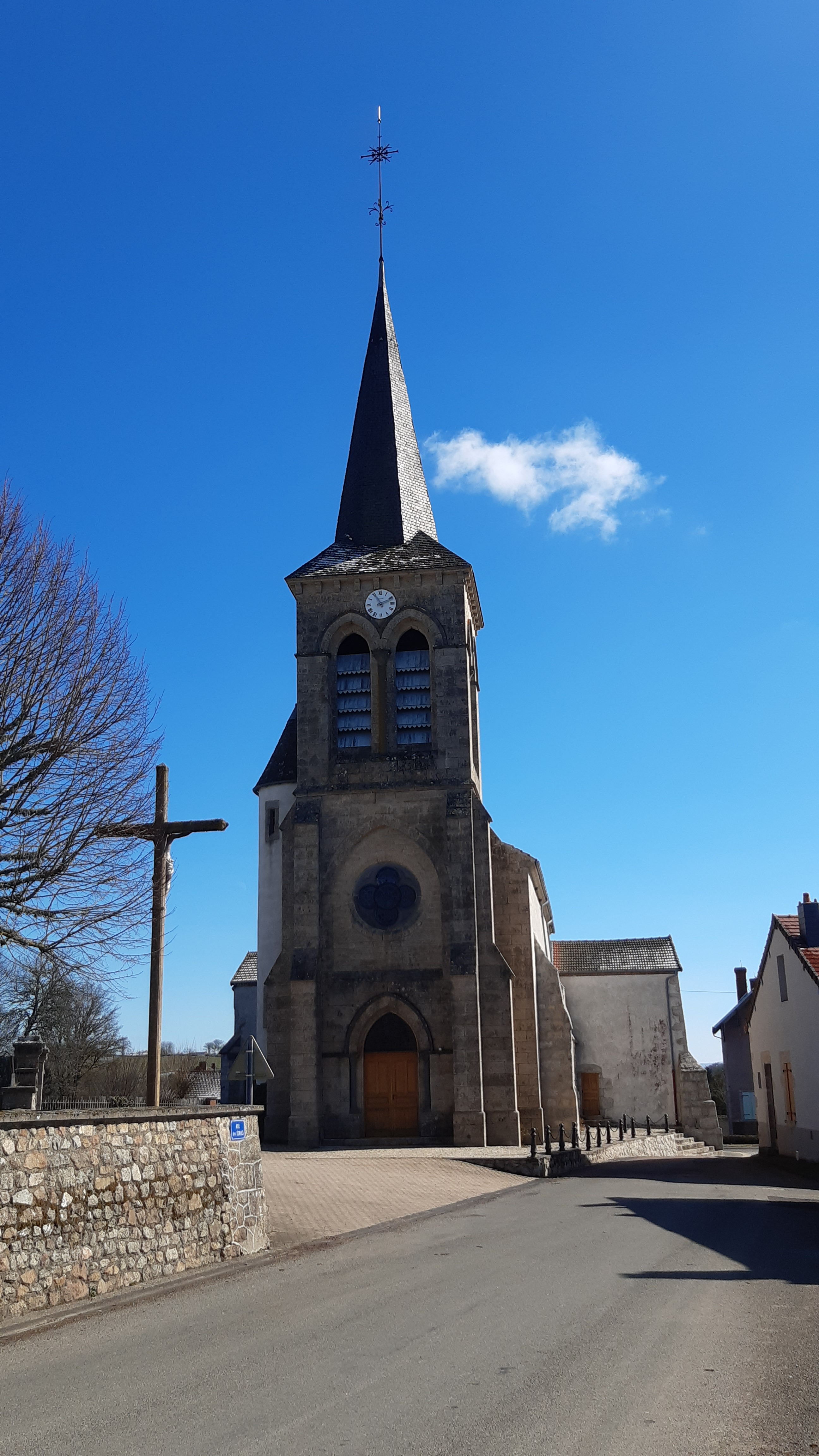
Façade de l'église Saint Pardoux.
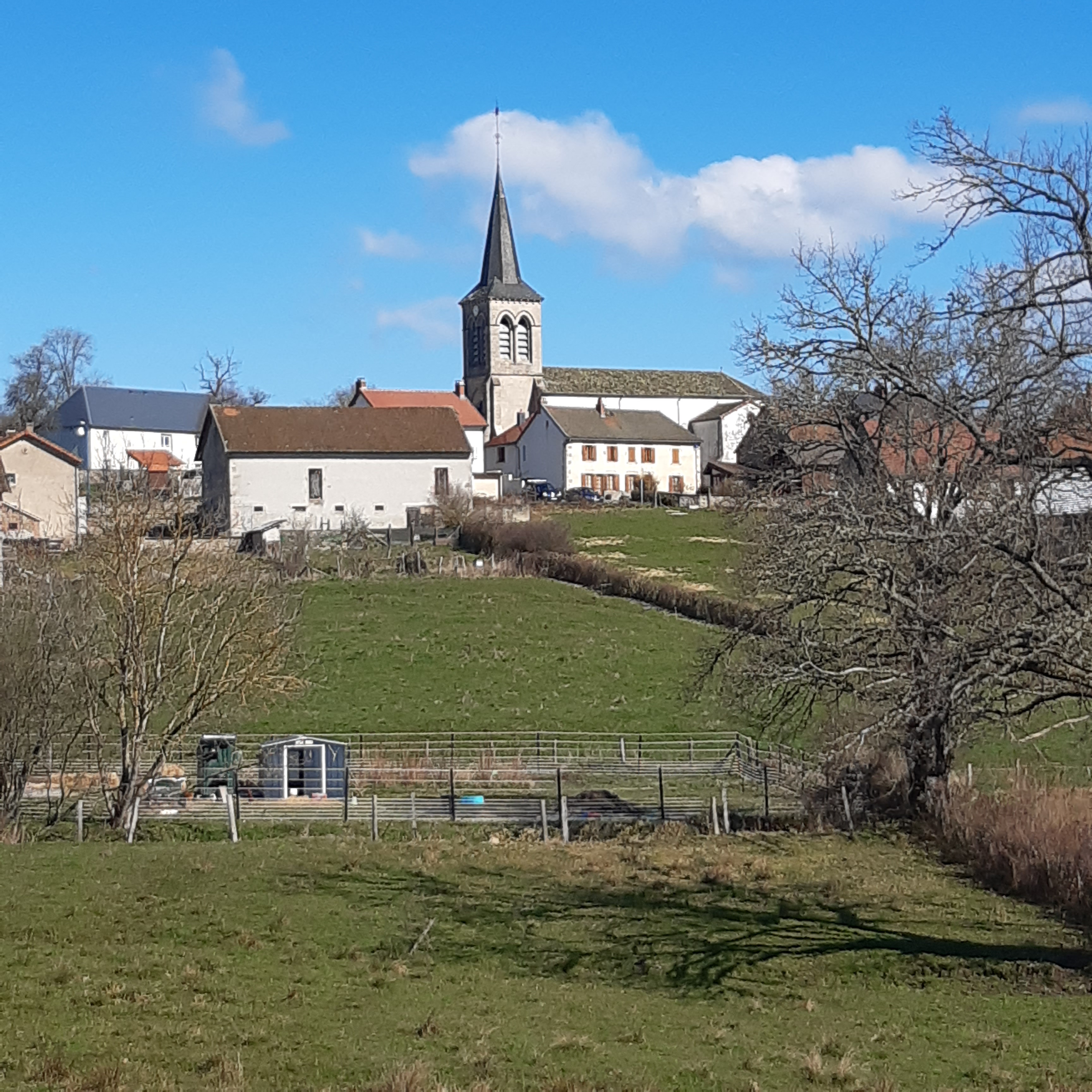
Le bourg et son église.
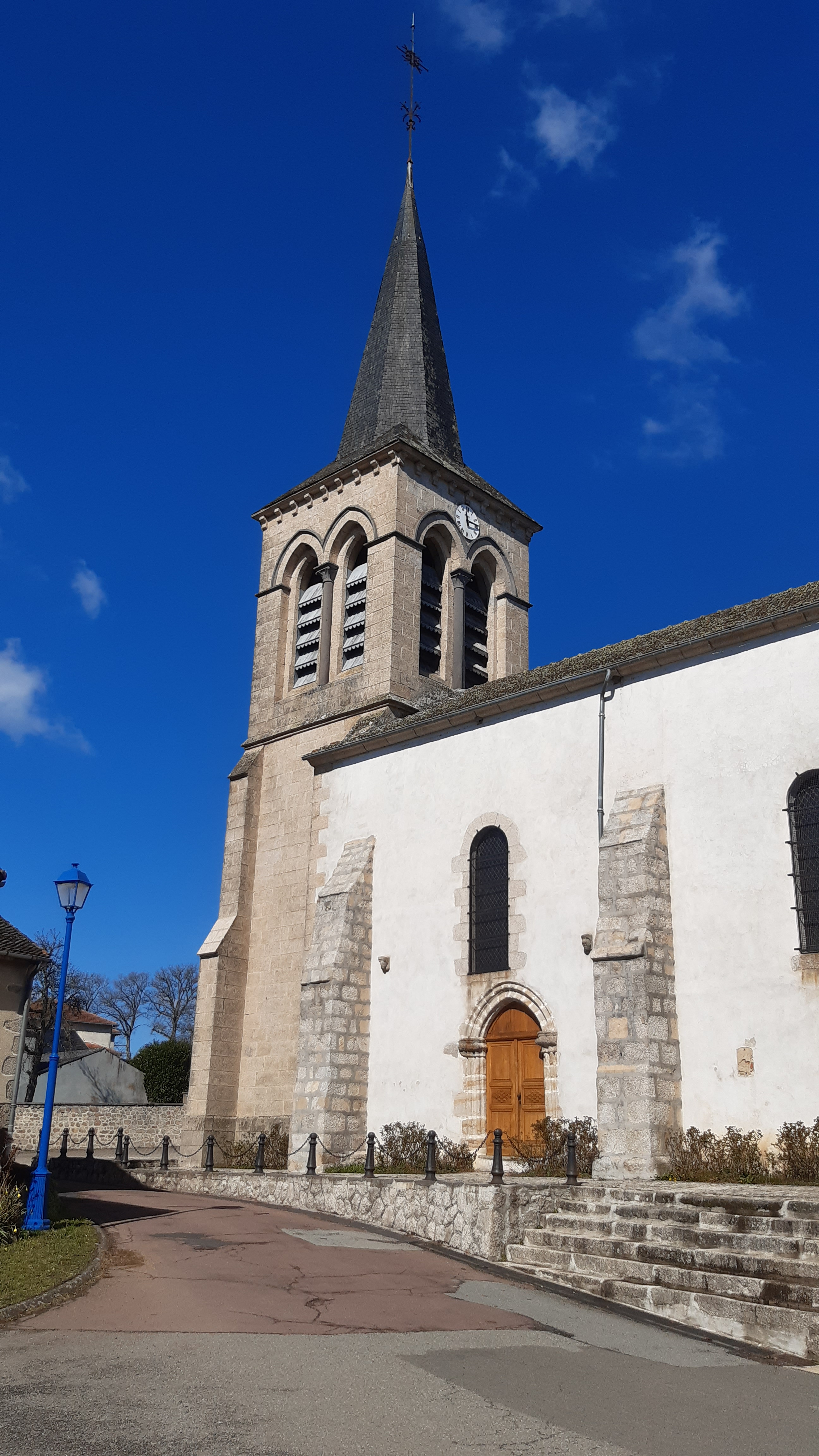
Clocher de l'église.
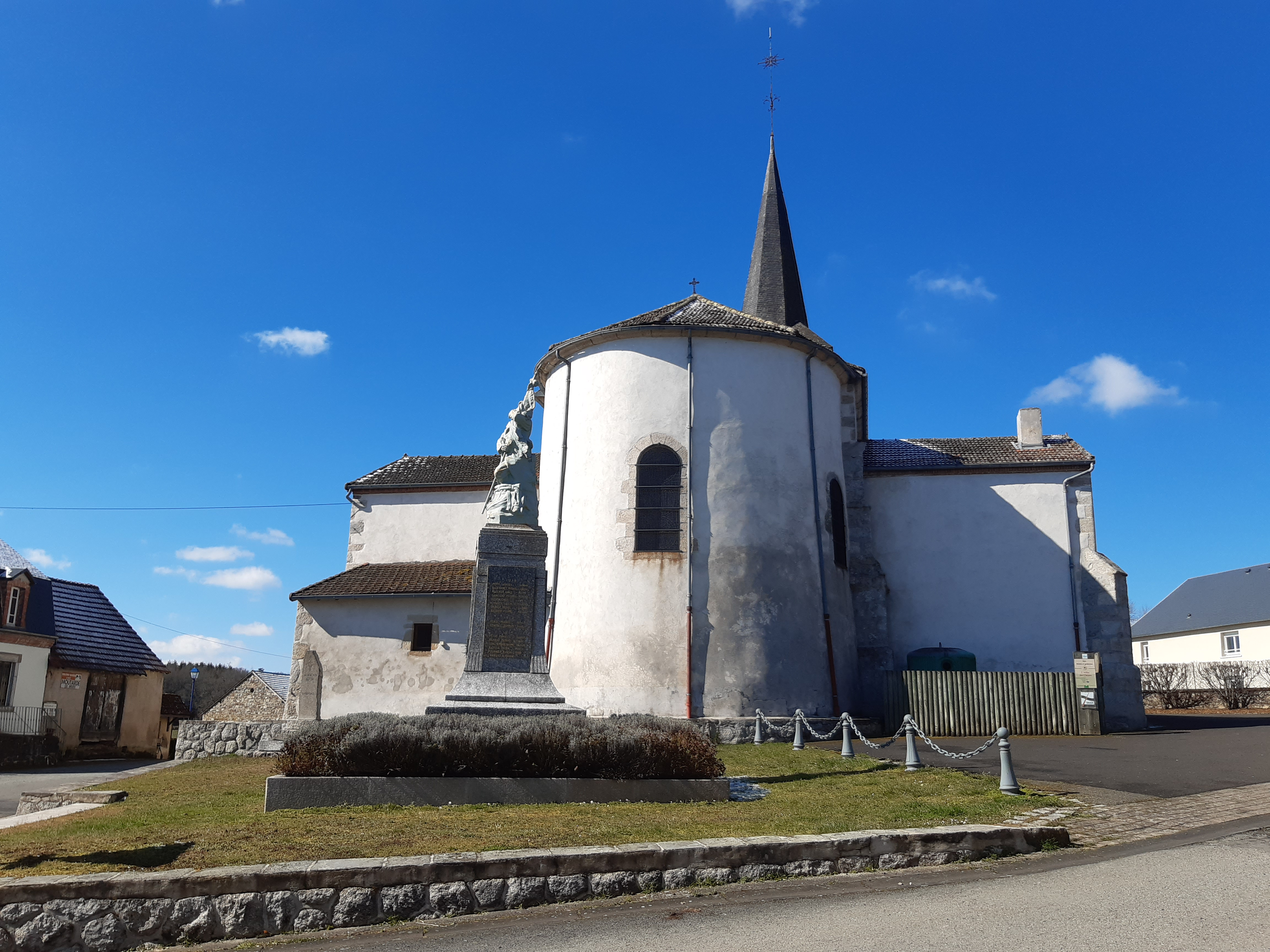
Monument aux Morts et l'église.

### Personnalités liées à la commune
- Saint Amable : né à Chauvence.